# Ambrose Battista De Paoli
Ambrose Battista De Paoli (Jeannette, 19 agosto 1934 – Miami Beach, 10 ottobre 2007) è stato un arcivescovo cattolico statunitense, attivo nel servizio diplomatico vaticano dal 1966.

## Biografia
Nacque a Jeannette nel 1934, figlio di John De Paoli; aveva una sorella, Sylvia, madre di Justine e di Ryan Herschberger. Frequentò le scuole elementari a Belle Vernon e si diplomò alla St. Mary Cathedral High School.
Cominciò gli studi per il sacerdozio al St. Thomas College di Bloomfield e si laureò al Mt. St. Mary of the West Seminary di Norwood. Fu ordinato presbitero per l'allora diocesi di Miami il 18 dicembre 1960, nella cappella del Pontificio collegio americano del Nord (NAC) dal rettore Martin John O'Connor. Fu uno dei 70 nuovi sacerdoti ricevuti in udienza speciale da papa Giovanni XXIII.
Nel 1961 ottenne la licenza in teologia sacra al NAC e tre anni dopo conseguì il dottorato in diritto canonico alla Pontificia Università Lateranense. Nel 1964 entrò nella Pontificia accademia ecclesiastica e nella sezione di lingua inglese della segreteria di Stato, su nomina del cardinale Amleto Giovanni Cicognani.
Nel 1966 lavorò per sei mesi presso l'internunziatura di Ankara. Fino al 1968 lavorò come addetto e segretario presso le nunziature in Zambia e Malawi. In seguito fu segretario della nunziatura di Caracas fino al 1971, poi di Ottawa fino al 1973. Nello stesso anno entrò nel personale del Consiglio per gli affari pubblici della Chiesa.
Oltre all'inglese e al latino, parlava italiano, francese e spagnolo.

### Ministero episcopale
Il 23 settembre del 1983 fu nominato pro-nunzio apostolico nello Sri Lanka e arcivescovo titolare di Lares, ricevendo l'ordinazione il 20 novembre nella cattedrale di Miami dal cardinale Agostino Casaroli; co-consacranti l'arcivescovo McCarthy e il vescovo Nevins.
Il 6 febbraio del 1988 entrò in carica come delegato apostolico per l'Africa meridionale e come pro-nunzio apostolico in Lesotho. Successivamente assunse gli incarichi di nunzio apostolico nello Swaziland (17 aprile 1993), di delegato apostolico in Namibia e in Botswana (5 marzo del 1994), di nunzio apostolico in Sudafrica (25 giugno 1994), Namibia (18 marzo del 1996), Giappone (11 novembre 1997) e Australia (18 dicembre 2004).
È deceduto al Mount Sinai Hospital di Miami Beach nel 2007, all'età di 73 anni, a causa della leucemia diagnosticatagli nel 2005.

## Genealogia episcopale e successione apostolica
La genealogia episcopale è:
- Cardinale Scipione Rebiba
- Cardinale Giulio Antonio Santori
- Cardinale Girolamo Bernerio, O.P.
- Arcivescovo Galeazzo Sanvitale
- Cardinale Ludovico Ludovisi
- Cardinale Luigi Caetani
- Cardinale Ulderico Carpegna
- Cardinale Paluzzo Paluzzi Altieri degli Albertoni
- Papa Benedetto XIII
- Papa Benedetto XIV
- Papa Clemente XIII
- Cardinale Marcantonio Colonna
- Cardinale Giacinto Sigismondo Gerdil, B.
- Cardinale Giulio Maria della Somaglia
- Cardinale Carlo Odescalchi, S.I.
- Cardinale Costantino Patrizi Naro
- Cardinale Lucido Maria Parocchi
- Papa Pio X
- Papa Benedetto XV
- Papa Pio XII
- Cardinale Eugène Tisserant
- Papa Paolo VI
- Cardinale Agostino Casaroli
- Arcivescovo Ambrose Battista De Paoli

La successione apostolica è:
- Arcivescovo Bernard Mohlalisi, O.M.I. (1990)